# 오스트리아-헝가리령 보스니아 헤르체고비나
보스니아 헤르체고비나는 1878년 베를린 회의에서 오스트리아-헝가리의 보스니아 빌라예트 점령을 승인하면서 오스트리아 헝가리의 지배를 받게 되었고, 공식적으로는 오스만 제국의 일부로 남게 되었다. 30년 후인 1908년, 오스트리아-헝가리는 점령 지역을 공식적으로 합병하고 오스트리아와 헝가리의 공동 통치 하에 보스니아 헤르체고비나 공동통치령을 수립하여 보스니아 위기를 촉발시켰다.
보스니아 헤르체고비나 공동통치령은 1918년 12월 1일을 기해 슬로벤인 크로아트인 세르브인국에 편입되면서 소멸되었다.